# 기타히로시마정
기타히로시마정(일본어: 北広島町)은 일본 히로시마현 야마가타군의 정이다. 야마가타군 동부에 있는 오아사정·게이호쿠정·지요다정·도요히라정 등 4개 정이 합병하여 신설되었다.

## 지리
주고쿠 산지의 1000m급 산들이 시마네현과의 현 경계에 늘어서 있다. 오타강과 고노강의 원류역이다.

### 인접한 자치체
- 히로시마현
  - 히로시마시
  - 아키타카타시
  - 야마가타군 아키오타정
- 시마네현
  - 마스다시
  - 하마다시
  - 오치군 오난정

## 역사

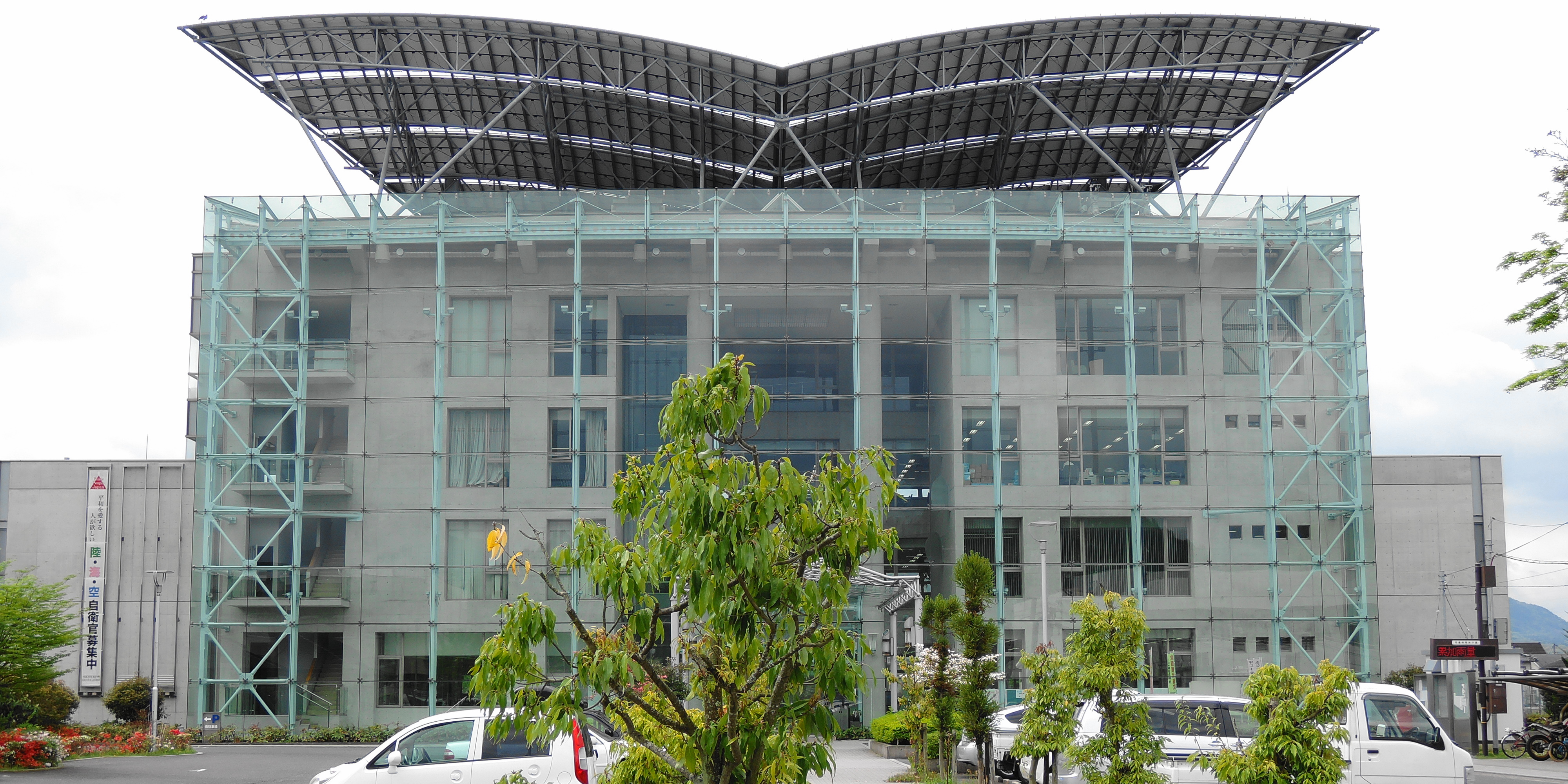
기타히로시마정 사무소

- 2005년 2월 1일 - 야마가타군 동부에 있는 오아사정·게이호쿠정·지요다정·도요히라정 등 4개 정이 합병하여 성립하였다.

## 교통

### 도로
- 주고쿠 자동차도
- 하마다 자동차도(일본어판)
- 국도 제186호선
- 국도 제191호선 (일본)(일본어판)
- 국도 제261호선 (일본)(일본어판)
- 국도 제433호선 (일본)(일본어판)
- 국도 제434호선 (일본)(일본어판)